# Tequio

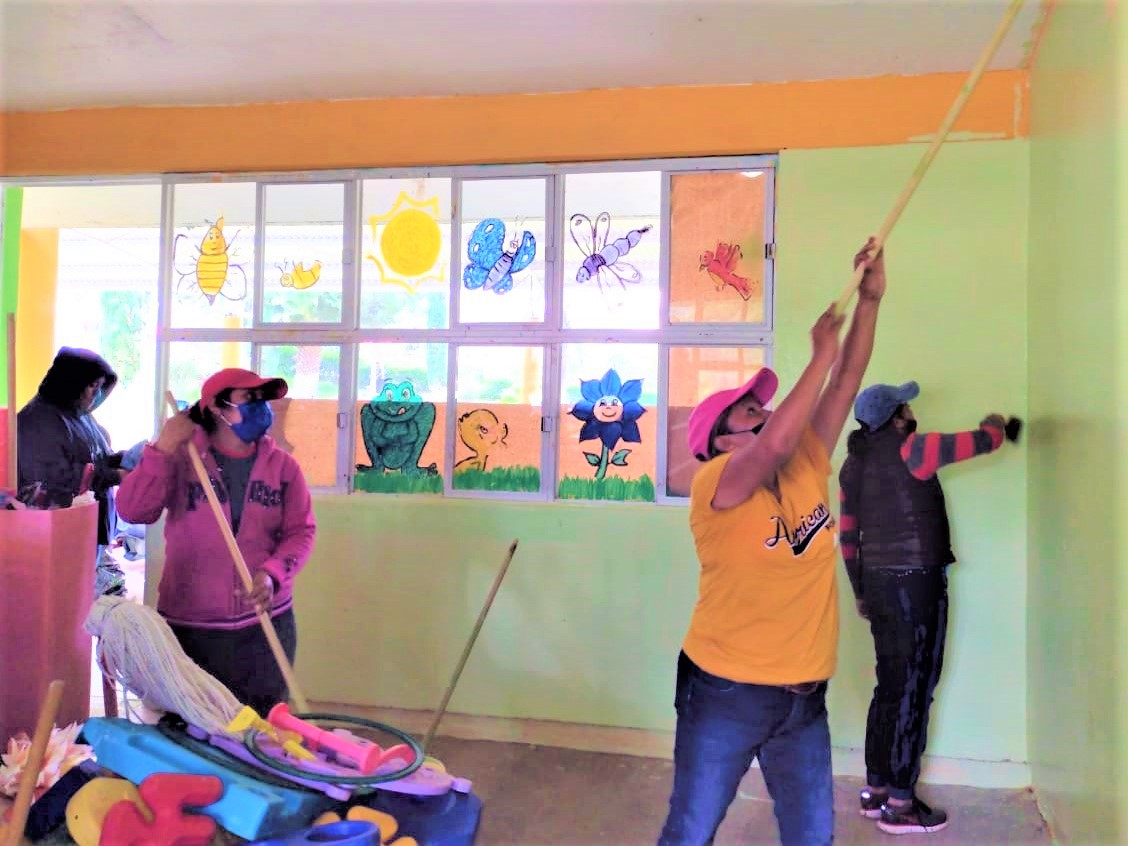
Mujeres haciendo tequio pintando el jardín de niños. San Juan Achiutla, Oaxaca, México, 2021.

En México se conoce como tequio a la faena o trabajo colectivo que toda persona debe a su comunidad indígena, y que se hace en beneficio de la propia comunidad, razón por la que no es un trabajo remunerado. Es un uso y costumbre de diversos pueblos originarios mexicanos que, con distintos matices, fuerza y formas, continúa arraigado en diferentes zonas de ese país. Equivalentes al tequio es la minka en los países de América del Sur y la hacendera en España.

## Etimología y sinónimos
La palabra proviene del náhuatl, en su obra Aquí comienca (sic) un vocabulario en lengua castellana y mexicana fray Alonso de Molina tradujo tequitl como tributo y tequitiliztli como trabajo. Registró con dos variantes tequio, la cual no requiere adaptación fonética al castellano; y tequiutl que se ha adaptado como tequiuh perdiendo su final consonántico tl. Se le define como obra o tributo. El padre Ángel María Garibay en su Llave del Náhuatl  nos dice que el verbo tequi o tequiotl significa trabajar o tomar fatiga.  El Diccionario del Náhuatl en el Español de México define la palabra tequitl como trabajo o tributo, mismo significado que le da a tequio el Diccionario de la Lengua Española en línea.
Esta forma de contribución o aportación de trabajo para la comunidad recibe también los nombres de tequil, mano vuelta, fajina, tarea, córima (del idioma rarámuri, regalar o compartir) o trabajo de en medio. Debido a que el idioma náhuatl se utilizó como lengua vehicular durante la época colonial en la Nueva España, tequio es el término que se ha generalizado en diversas zonas para referirse a esta actividad.
La expresión en español "prestar el servicio" significa prestar el tequio, tiene alto significado moral en la comunidad indígena, prestar el servicio es honroso para sus miembros a la vez que es entendido como una obligación moral por estos a la que no se pueden negar, es una de las ocasiones de reunirse y trabajar en labor común e identificarse como comunidad, vale la pena dejar los trabajos propios para proporcionar a la comunidad desde un tequio de una jornada periódicamente, hasta cuando se trata de prestar el servicio desempeñando el mando comunitario, trabajo que, conforme a la antigua costumbre netamente indígena, tampoco y de ninguna manera se debe pagar ni cobrar, siendo honroso y prestigioso porque la persona indígena es llamada a portar el topilli, el bastón de mando, a conservar y a resolver los asuntos comunes conforme a la costumbre, es designada por su comunidad a dirigirla y a representarla como ayuntamiento indígena apoyada por los topiles, incluso a costa del sacrificio personal que significaba en todas y aún significa en diversas comunidades indígenas, especialmente en algunas oaxaqueñas en que así sobrevive.
En algunas comunidades se llega a designar en ausencia a emigrados para que presten el servicio en la comunidad, y se les notifica su designación en el lugar donde radiquen, ya en México o en Estados Unidos, pidiéndoles retornar a cumplir con los servicios comunitarios, y la costumbre es tan respetada, que incluso no importa dejar empleos y lugar de residencia para retornar a la comunidad a prestar el servicio. Así su fuerza de pertenencia, así su arraigo en el corazón indígena.

## Costumbre y organización social
En la sociedad mexica el tequio fue parte la organización y económica, eran frecuentes los trabajos comunitarios para la construcción de canales, calzadas, reparación de templos o cualquier otra obra que fuese de utilidad para la comunidad del barrio o de la ciudad. Tras la conquista de México, y  bajo el nombre de cuadrilleros, estos trabajos comunitarios continuaron siendo utilizados, eran considerados como parte del tributo obligatorio que debían prestar los indígenas al rey, a los nobles, funcionarios, señores o encomenderos.  Hacia 1605 el virrey Juan de Mendoza y Luna emitió las Ordenanzas sobre el tequio y la tarea que han de tener los indios para tratar de evitar los agravios y vejaciones que se hacían a través del repartimiento de indios.
En las comunidades triquis el tequio es obligatorio y no remunerado, participar en estos trabajos colectivos da prestigio ante los ojos de la comunidad. Participar en estos trabajos comunitarios es un elemento que se considera para aquellos que aspiran a tener un cargo como autoridad de la misma. Las comunidades mixes han logrado obtener infraestructura para suministro de agua potable, energía eléctrica, caminos y otras necesidades a través de la colaboración colectiva en los tequios.
La cantidad de jornadas que los hombres deben aportar para realizar obras municipales mediante el tequio varía mucho de un municipio a otro. El gobierno estatal de Oaxaca envía más recursos a los municipios para tratar de hacer las obras sin recurrir al trabajo gratuito que representa el tequio, sin embargo las comunidades defienden esta tradición porque consideran que no sólo es importante el resultado material que estos trabajos representan sino su valor social que implica la convivencia e integración de los miembros de las comunidades. El tequio también es utilizado como una forma de cooperación anual para efecutar las fiestas del santo patrón de las comunidades.
Debido a que cierto número de miembros de las comunidades han abandonado la religión católica para profesar otras religiones cristianas, dichos miembros se niegan a cooperar en los tequios dando lugar a polémicas y confrontaciones. 
Por ejemplo, en Santa María Yosocuno, Teposcolula, cinco familias de la organización religiosa Testigos de Jehová fueron obligadas a abandonar sus viviendas y sus tierras por negarse a cumplir con el tequio comunitario y a cantar el Himno Nacional durante los festejos patrios del 15 y 16 de septiembre de 2005, disponiéndose que no se aceptaría su regreso en tanto no renunciaran a sus creencias religiosas, siendo que en México desde el siglo XIX toda persona tiene derecho a la libertad de convicciones éticas, de conciencia y de religión, y a tener o adoptar, en su caso, la de su agrado, además de ser uno de los derechos humanos que el Estado mexicano está obligado garantizar y proteger; pero también, tanto comunidades como personas, tienen que considerar que el tequio, trabajo por la comunidad indígena para su propio bienestar, no tiene contenido alguno que lesione, cuestione o confronte la fe de ninguna persona porque no es una ideología ni una manifestación religiosa o antireligiosa, es trabajo organizado, por lo que la costumbre del tequio enfrenta diversos dilemas, tanto para las comunidades que perseveran en sus usos y costumbres, como para quienes libremente adoptan otros patrones éticos, culturales o religiosos, para ambos, debiendo todos optar por la convivencia multicultural pacífica, respetuosa y colaborativa.

## Trabajos que se realizan mediante tequio
Gracias al tequio, se han construido y reconstruido o se da mantenimiento a caminos, calles, escuelas, plazas, mercados, redes de agua potable y de drenaje, clínicas, espacios e instalaciones deportivas y culturales; oficinas municipales y comunales, y en el pasado, cuando se usaron o necesitaron, oficinas telefónicas y postales; se construyen y mantienen cañerías y canales de riego, panteones y otras muchas obras o servicios públicos. El tequio se cumple incluso danzando en festividades, como en Tehuantepec, o en labores de restauración del patrimonio cultural, como en el caso del órgano del ex convento de Tlacochahuaya, en los Valles Centrales de Oaxaca en 2001, u operando las radios comunitarias indígenas, las que, por lo menos hasta 2011 funcionaban mediante tequio, lo que acentúa su carácter y fin social. El tequio es una práctica de unión y cooperación que no debe perderse
En los municipios de Oaxaca, el Comisariado de Bienes Comunales organiza los tequios de ese mismo nombre, tequios de bienes comunales en que, por ejemplo, se limpian carriles por donde pasan los límites o “la raya” con los municipios vecinos para mantener claras sus colindancias, evitar conflictos y mantener la buena y amistosa convivencia. También organiza la reforestación.  
Cuando el municipio lo organiza, el tequio se trata, como se mencionó, de limpieza y mantenimiento de calles, plazas, mercados, cañerías para riego, drenaje, escuelas; bacheo y tendido de grava en los caminos vecinales no pavimentados para mantenerlos transitables, o desalojo de materiales como piedras, y árboles arrastrados por las avenidas de agua pluvial que hayan invadido vías públicas o predios. 
La propia comunidad no espera y convoca a tequio para atender efectos de desastres naturales como los sismos, como se hizo en, por ejemplo, Asunción Ixtaltepec, o en Unión Hidalgo, o en Juchitán de Zaragoza, donde, convocados por Francisco Toledo, se instalaron alrededor de 100 cocinas a base de tequio para alimentar a los damnificados por los terremotos de 2017; o los huracanes como en San Marcial Ozoltepec cuando el huracán Pauline destruyó completamente el camino vecinal construido a base de tequio y que en la misma forma tuvieron que iniciar a reconstruir en difíciles condiciones en 1997.
En Yalalag, Sierra Norte de Oaxaca (y demás municipios de esa región), el trabajo de ayudante del municipio o “topil”, el de regidor, síndico o presidente municipal -por lo menos hasta el año 2000- se consideraba servicio a la comunidad, trabajo voluntario no remunerado, tequio, lo que representaba dificultades económicas para quien lo prestaba, pero a sabiendas lo asumía para actuar y cumplir conforme a la costumbre, considerándose un acto de dignidad aceptar y servir, recibiendo a cambio el respeto de la comunidad. Pagar un salario por desempeñar esos cargos se considera culturalmente una forma de corrupción, lo que produjo serios conflictos con los miembros de aquella comunidad que estaban a favor de ejercer las partidas presupuestales destinadas al pago de sueldos de los miembros del ayuntamiento.
La conservación de los usos y costumbres, de los sistemas cooperativos como el tequio y gobiernos con autoridades tradicionales que no cobran nada y rinden cabal cuenta de los recursos comunitarios, contribuyen a que en las comunidades indígenas exista un tejido social sano, mientras que en la mayor parte del país avanza la descomposición social.

## Algunas reglas organizativas del tequio
Algunos ejemplos de reglas del tequio en diversos municipios indígenas oaxaqueños (para esta muestra se toman varias de San Juan Achiutla) son que los mayores de 18 años están obligados a realizar tequio, hombres y mujeres, dejando a estas los trabajos más ligeros. La periodicidad varia de una localidad a otra. Después de los 64 años termina la obligación de prestar el tequio. Cuando un emigrado retorna a vivir al municipio definitivamente, se avisa de su regreso y, si no tiene más de 64 años, reinicia con el cumplimiento del tequio como cualquier otro habitante. Cuando algunos miembros de la comunidad no participan en un tequio, sea por compromisos personales o por enfermedad, tienen que reponerlo en un “tequio de fallos” que se organiza para que asistan los que por alguna causa fallaron, o bien, paga el equivalente a un jornal diario para pagar a un trabajador que le sustituya en dicho tequio, de modo que siempre se cumple y se está al corriente con el tequio, práctica organizada de trabajo en beneficio de la comunidad.

## Abusos con el tequio
El tequio, si bien es una antigua, importante y loable tradición y componente de la cultura indígena que beneficia a toda la comunidad, también es una institución que eventualmente es mal utilizada por autoridades deshonestas o arbitrarias para descalificar y actuar contra los ciudadanos violando la Constitución y las leyes, sin respeto para esa centenaria costumbre e institución. 
Así, por ejemplo, han ocurrido casos en que un ciudadano de un municipio en que se preserva el tequio, que tuvo que emigrar a otra parte de México o fuera del país para tener mejor empleo o forma de vida, al retornar a radicar a su pueblo indígena de origen, absurdamente se da el abuso de que no se le proporcione atención por el municipio, o se le presione para otros fines, por deber años, incluso décadas de tequio ¡tiempo en que no vivió dentro de la comunidad!. En algunas otras al retornar, se le pide hagan una “donación” por los tequios no realizados, actos que frenan el progreso de su economía personal y familiar al que también tienen derecho.  

### CasoEufrosina Cruz
Eufrosina Cruz, mujer que, habiendo ganado el 4 de noviembre de 2007 las elecciones por sistemas normativos internos (así denomina la Constitución mexicana a los “usos y costumbres”, uno de ellos el tequio) para presidente municipal de su comunidad indígena, Santa María Quiegolani, Oaxaca, no se le reconoció el triunfo por ser mujer y “por no haber participado en el tequio”, violándose sus derechos humanos y constitucionales. A Eufrosina lamentablemente nunca se le permitió tomar posesión del cargo que legítimamente ganó.

### Caso Mujeres de San Juan Achiutla
Caso similar el de las mujeres de San Juan Achiutla, Oaxaca, a las que se les impidió votar en la elección ordinaria de concejales para integrar el cabildo del ayuntamiento el 9 de octubre de 2016, porque, entre otras argumentaciones igualmente improcedentes e ilegales contra ellas, “no se encontraban en el padrón municipal por no realizar el tequio en la comunidad”.

Afortunadamente este tipo de abusos y arbitrariedades no es frecuente, y, como en el caso de las mujeres de San Juan Achiutla, los ciudadanos indígenas ejercen recursos legales para combatirlas y para poner un alto a los atropellos e injusticias con el tequio. El tequio debe ser respetado no utilizándolo para fines políticos u otros que no sean el beneficio común.
Los sistemas normativos internos o usos y costumbres de las comunidades indígenas no están ni pueden estar sobre la Constitución ni sobre la ley. Las comunidades indígenas no son república aparte, sino parte componente de la pluriculturalidad de la Nación mexicana, única e indivisible. Dice el artículo 2o de la Constitución Política de los Estados Unidos Mexicanos: "La Nación tiene una composición pluricultural sustentada originalmente en sus pueblos indígenas que son aquellos que descienden de poblaciones que habitaban en el territorio actual del país al iniciarse la colonización", y más adelante, "El derecho de los pueblos indígenas a la libre determinación se ejercerá en un marco constitucional de autonomía que asegure la unidad nacional" reconociendo además su autonomía para "Aplicar sus propios sistemas normativos en la regulación y solución de sus conflictos internos, sujetándose a los principios generales de esta Constitución, respetando las garantías individuales, los derechos humanos y, de manera relevante la dignidad de las mujeres".

## Legislación
Se debe clasificar el tequio como trabajo o servicio que forma parte de las obligaciones cívicas normales (artículo 6.3.d de la Convención Americana sobre Derechos Humanos, vigente en México desde 1981) de los miembros de las comunidades, y por lo tanto, su no remuneración o gratuidad no infringe el artículo 5º de la Constitución mexicana, que determina que nadie puede ser privado del producto de su trabajo, pues el tequio es trabajo comunal no remunerado en beneficio de la propia comunidad que lo realiza, misma razón por la que tampoco puede ser clasificado como trabajo forzoso.
Hoy, la Constitución Política del Estado Libre y Soberano de Oaxaca, en el cuarto párrafo de su artículo 12, establece la preservación del tequio como uso indígena, dice así: "Las autoridades de los municipios y comunidades preservarán el tequio como expresión de solidaridad según los usos de cada pueblo y comunidad indígenas. Los tequios encaminados a la realización de obras de beneficio común, derivados de los acuerdos de las asambleas, de las autoridades municipales y de las comunitarias de cada pueblo y comunidad indígena, podrán ser considerados por la ley como pago de contribuciones municipales; la ley determinará las autoridades y procedimientos tendientes a resolver las controversias que se susciten con motivo de la prestación del tequio."  Disposición que aparece prácticamente con el mismo texto legal en el artículo 43 de la Ley de Derechos de los Pueblos y Comunidades Indígenas del Estado de Oaxaca.
Así mismo, conforme a la fracción III del artículo 28 de la Ley Orgánica Municipal del Estado de Oaxaca, es obligación de los ciudadanos del municipio "Colaborar cuando sea procedente con su tequio en los trabajos colectivos en beneficio de la comunidad a la que pertenezcan"  Con ello, al quedar codificado en la Constitución y en las leyes oaxaqueñas, y al ser cumplido en los hechos por las comunidades indígenas; el uso, la costumbre, el derecho consuetudinario indígena del tequio, se ha convertido en derecho positivo en el Estado de Oaxaca, quedando pendiente su reglamentación mediante norma general.
Una de las principales disposiciones que debe contener la ley reglamentaria del tequio, o ser adicionada a la Ley Orgánica Municipal arriba referida, y mientras tanto ser asumida y observada por las comunidades, es que nadie puede ser privado o privada de sus derechos políticos [votar y ser votado] o de otra índole, como sanción a lo que se considere incumplimiento con la prestación del tequio, lo que debe ser tratado conforme a los usos y costumbres locales sin afectar y respetando el goce de los derechos y garantías constitucionales. Pues nadie puede ser privado de sus derechos sin juicio seguido ante tribunales que cumplan las formalidades del procedimiento y conforme a la ley, precisa el artículo 14 de la Constitución mexicana, que también en el inciso III apartado A de su artículo 2º  reconoce a los pueblos indígenas su derecho a la libre determinación “garantizando que las mujeres y los hombres indígenas disfrutarán y ejercerán su derecho a votar y ser votados en condiciones de igualdad; así como acceder y desempeñar los cargos públicos y de elección popular para los que hayan sido electos o designados […] En ningún caso las prácticas comunitarias [como el tequio] podrán limitar los derechos político-electorales de los y las ciudadanas en la elección de sus autoridades municipales.” Pero que de facto, como se mostró arriba, en algunas comunidades se ha impedido a personas ejercer o gozar sus derechos violando la Constitución y la ley, por lo que se estima conveniente reiterarlo. Lo que abunda no daña, dice el principio general de derecho.

## Galería

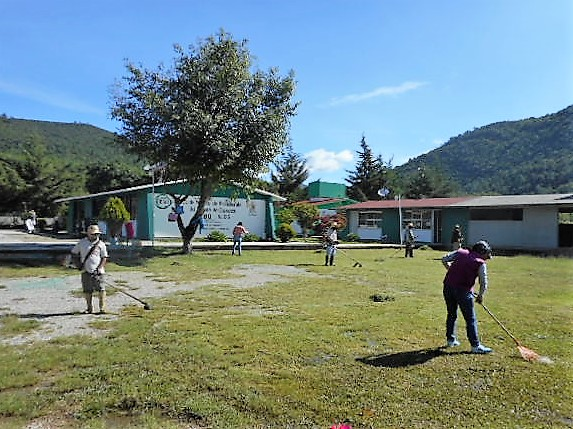
Tequio en el plantel 126 “Achiutla” del Instituto de Estudios de Bachillerato del Estado de Oaxaca (IEBO) realizado por las comunidades de San Juan Achiutla y San Miguel Achiutla, Oaxaca, México, 2018.
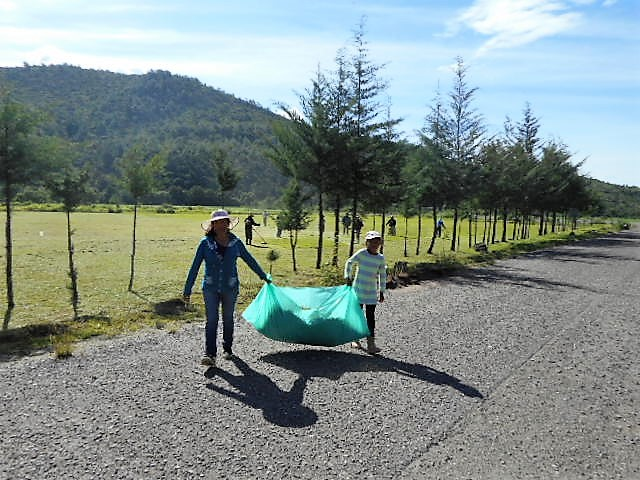
Mujeres, jóvenes y hombres de San Juan Achiutla, San Miguel Achiutla y Sanitago Atoyaquillo participando en el tequio en el IEBO, Oaxaca, México, 2018.
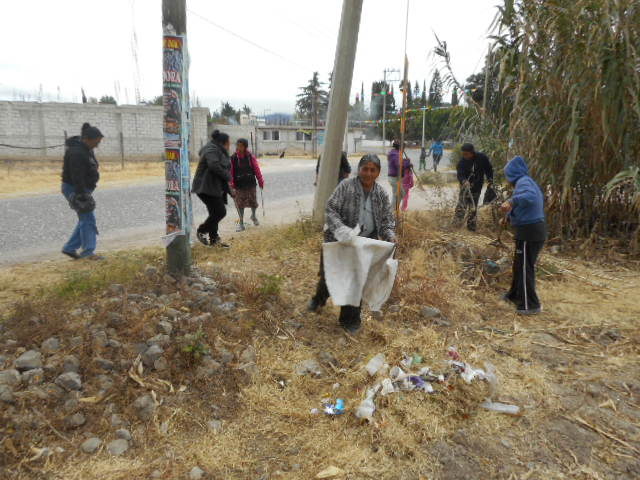
Mujeres haciendo el tequio limpiando calles. Tejupan, Oaxaca, México, 2018.
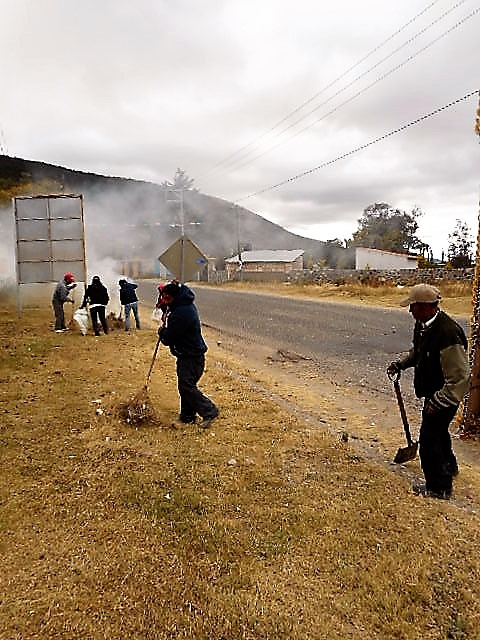
Barrido y quema de basura mediante tequio. Tejupan, Oaxaca, México, 2018.
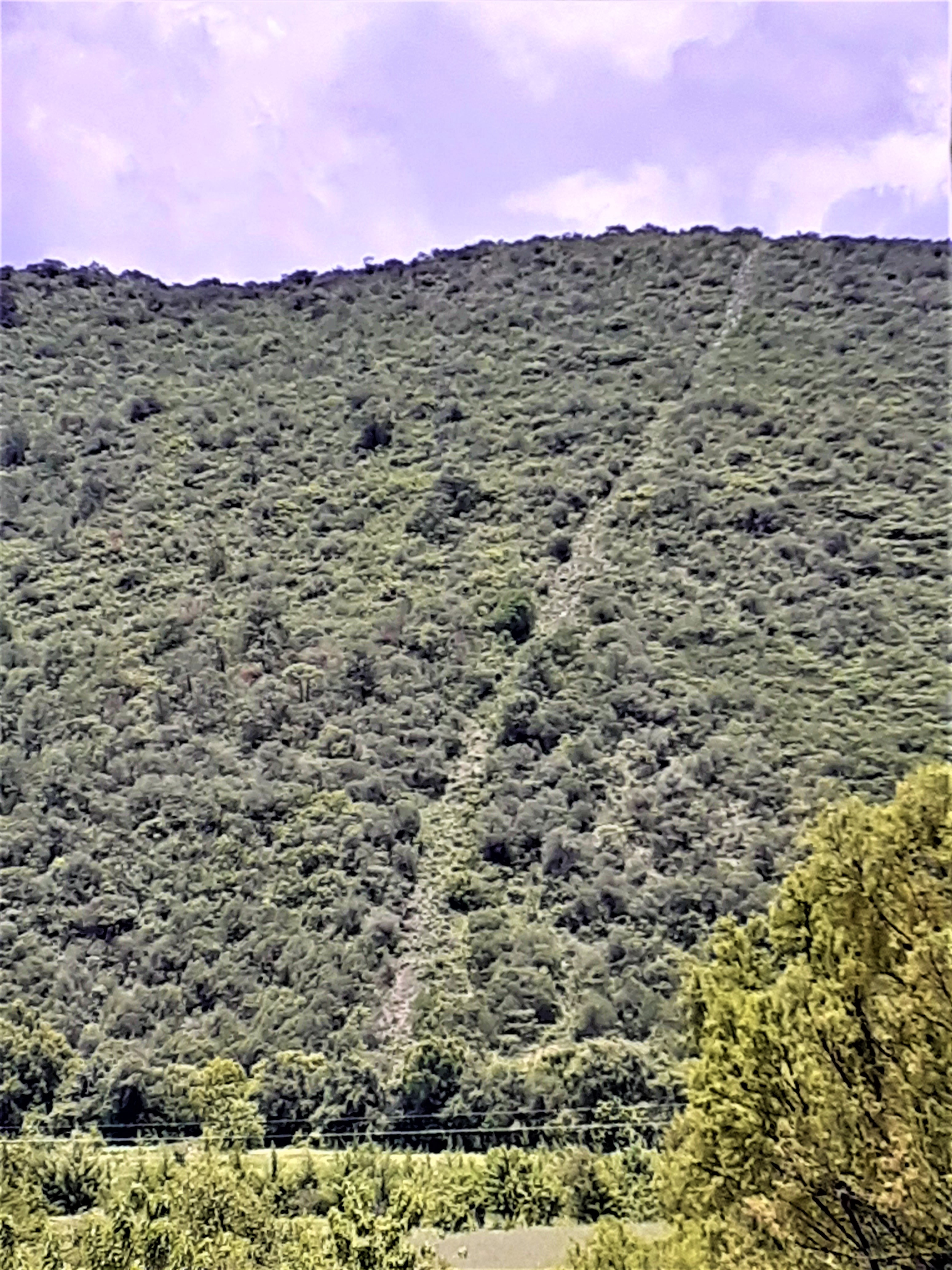
Carril o brecha desmontada sobre el cerro hecha con tequio por las comunidades de San Juan Achiutla y San Miguel Achiutla para señalar los límites de ambos municipios. Oaxaca, México, 2020.
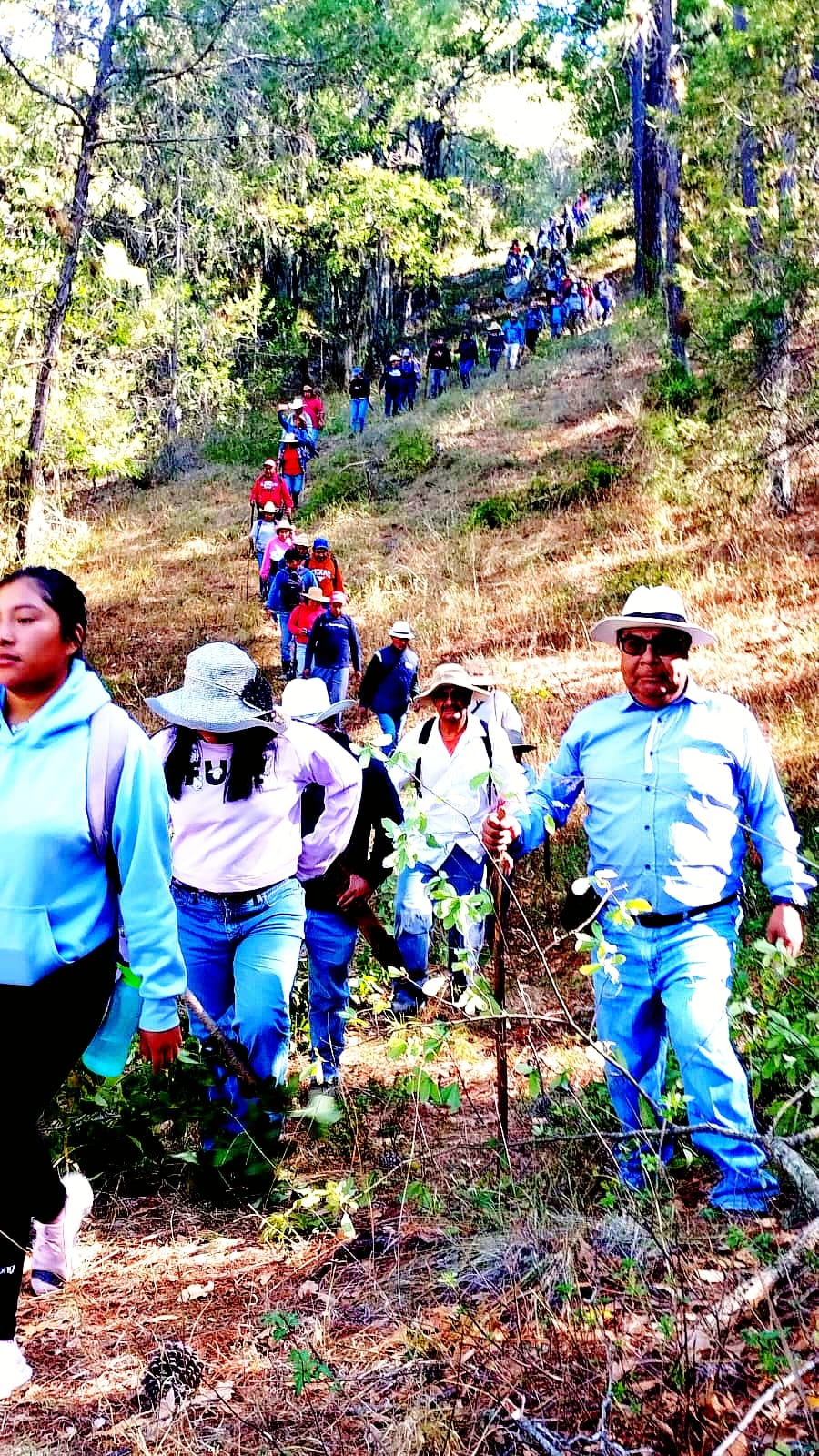
Comunidades de San Juan Achiutla y Santa Catarina Tayata, dirigiéndose en tequio a dar mantenimiento al carril que les delimita. En la coordinación el Dr. Josefino Méndez presidente de San Juan. Oaxaca, México, abril 2025.
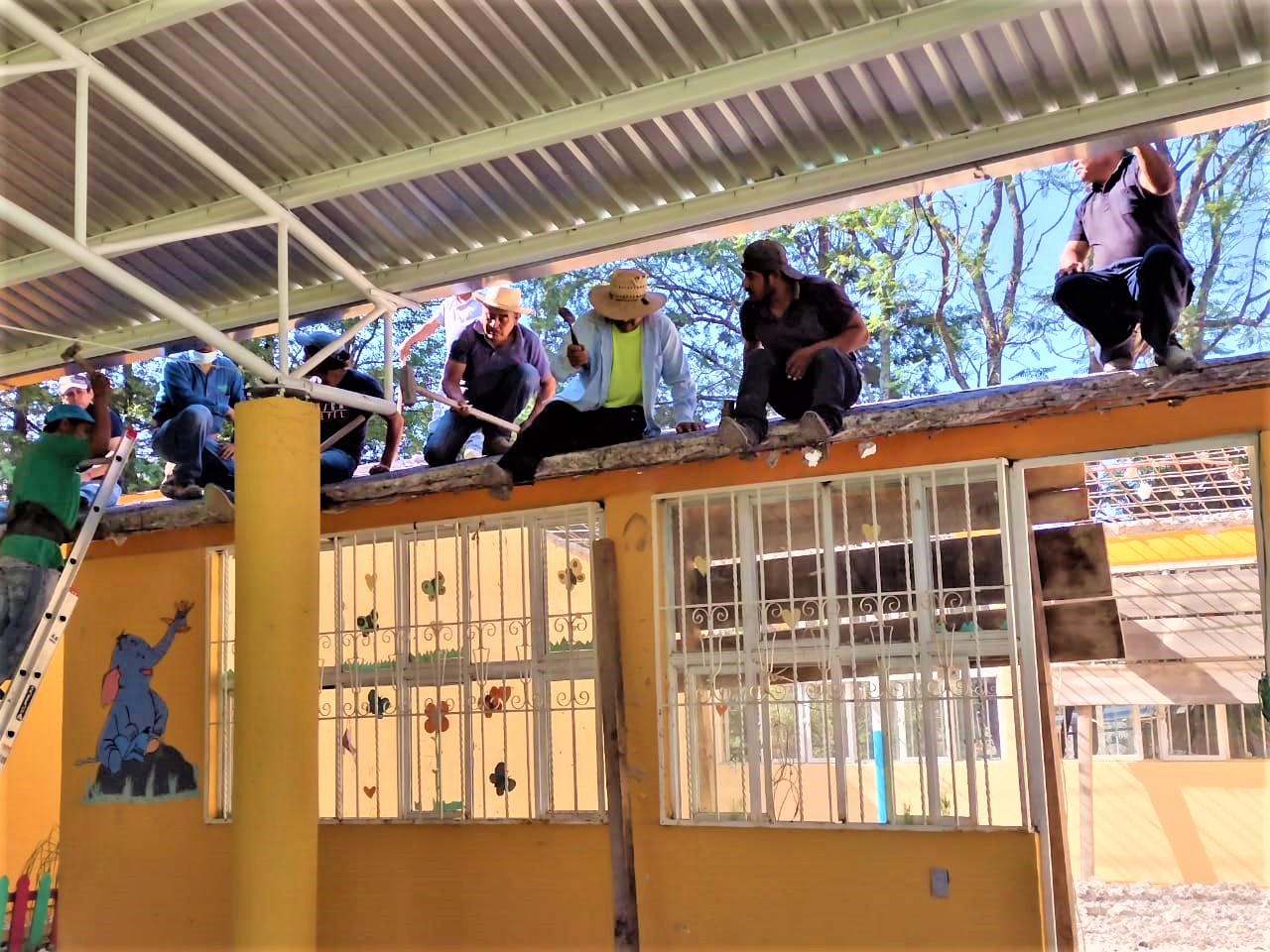
Tequio de reconstrucción de un aula del jardín de niños de San Juan Achiutla dañado por el terremoto de 2017, Oaxaca, México, 2021.
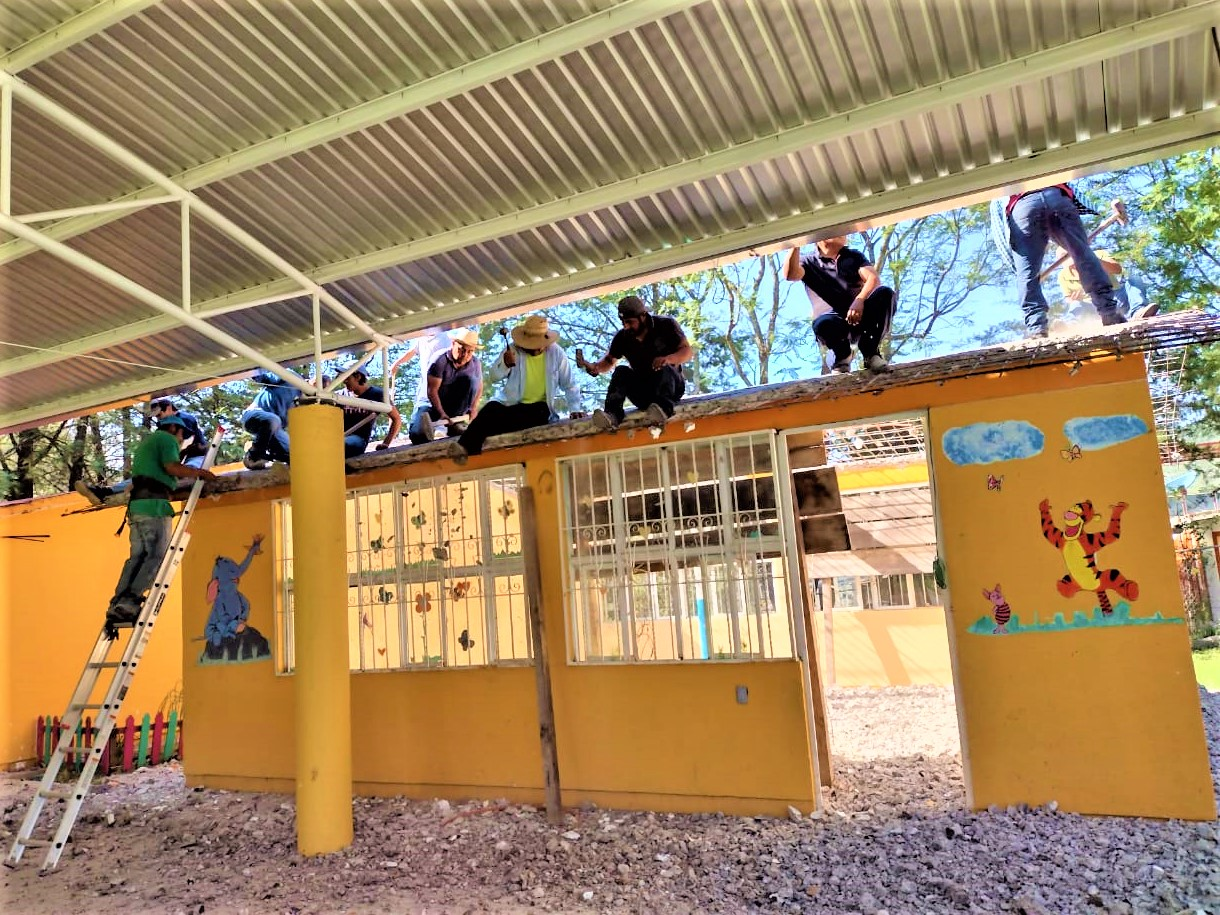
Tequio de reconstrucción de un aula del jardín de niños de San Juan Achiutla dañado por el sismo de 2017, Oaxaca, México, 2021.
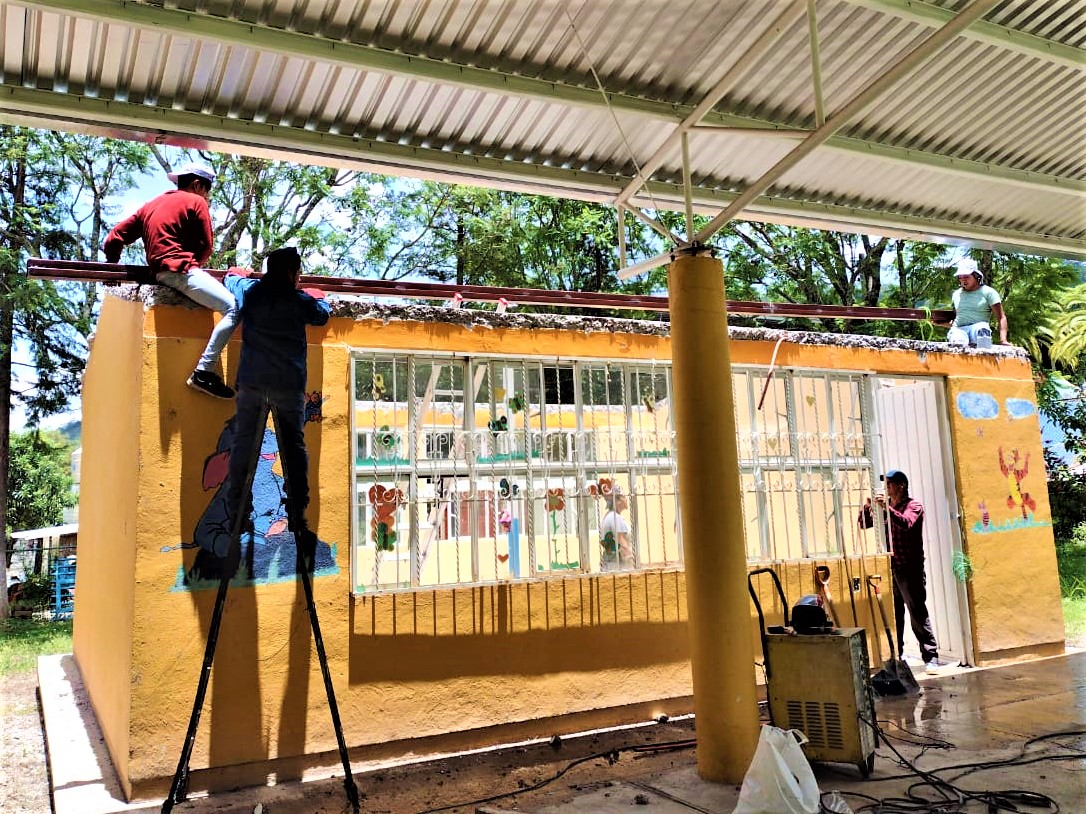
Tequio de reconstrucción de un aula del jardín de niños de San Juan Achiutla dañado por el sismo de 2017, Oaxaca, México, 2021.
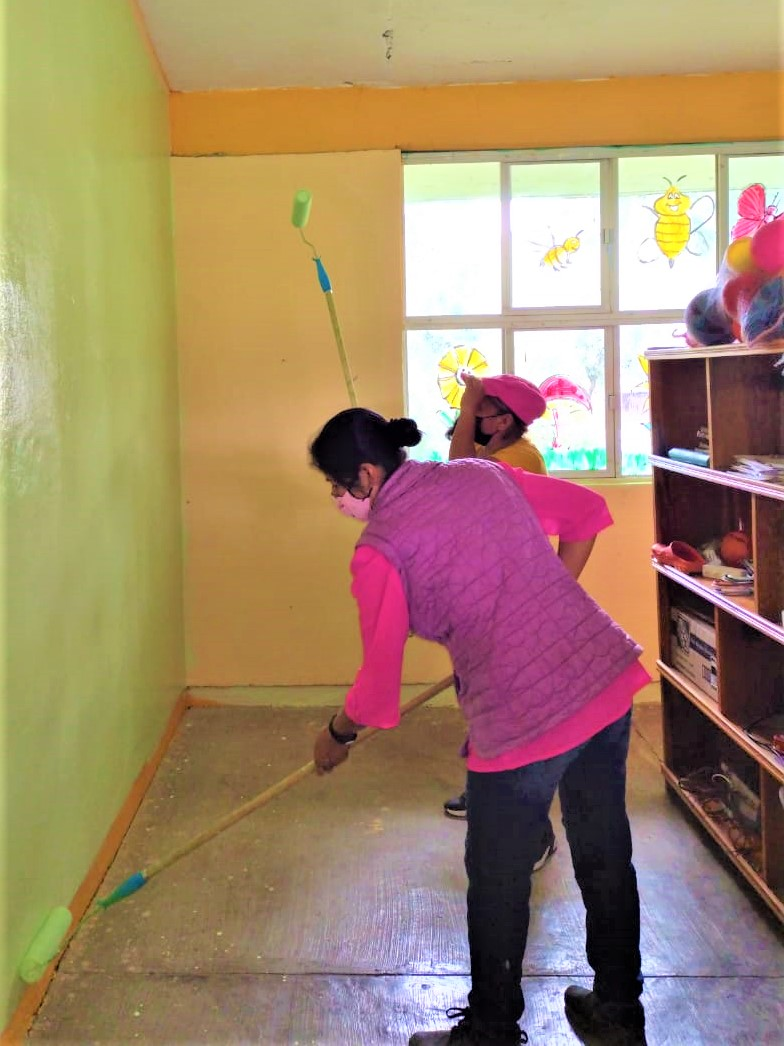
Madres de familia haciendo tequio pintando el jardín de niños. San Juan Achiutla, Oaxaca, México, 2021.
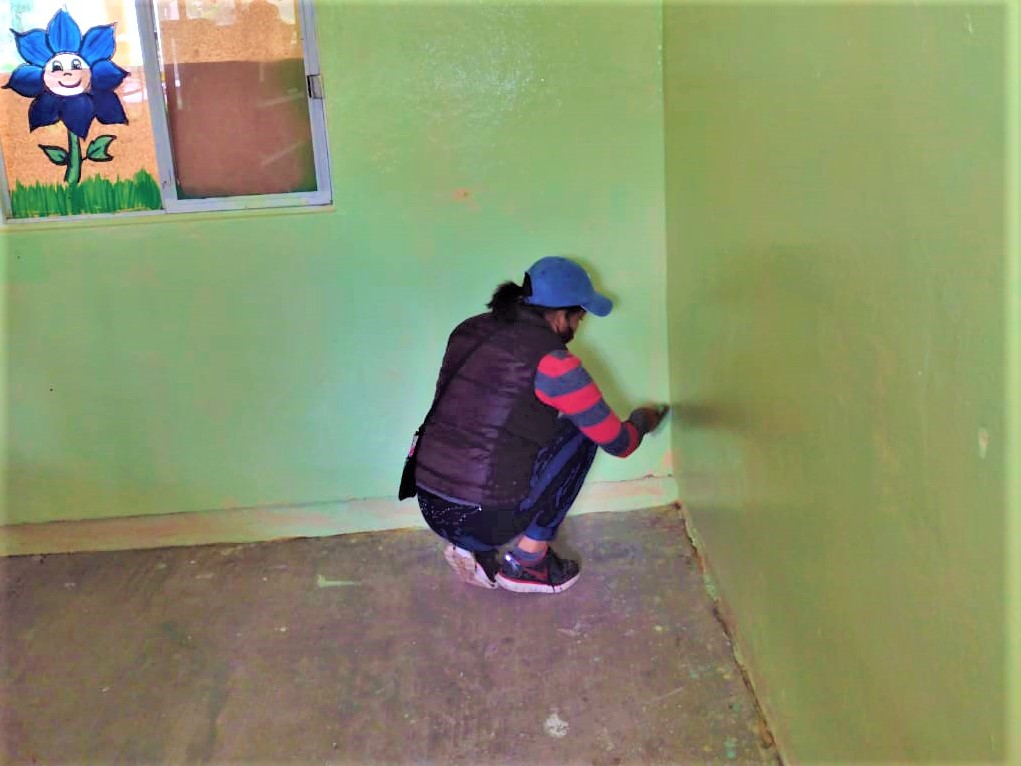
Madre de familia haciendo tequio pintando el jardín de niños. San Juan Achiutla, Oaxaca, México, 2021.